# Boston Heights, Ohio
Boston Heights là một làng thuộc quận Summit, tiểu bang Ohio, Hoa Kỳ. Năm 2010, dân số của làng này là 1300 người.

## Dân số
- Dân số năm 2000: 1186 người.
- Dân số năm 2010: 1300 người.